# Yaodian Tholus
Lo Yaodian Tholus è una formazione geologica della superficie di Marte.